# LUX 007
LUX 007 fue un evento de artes marciales mixtas producido por LUX Fight League, que se llevó a cabo el 29 de noviembre de 2019 en el Showcenter Complex de Monterrey, Nuevo León, México.

## Antecedentes
Se anunció una pelea entre Diego Lopes, quien se convirtió en el primer campeón ligero de LUX en el evento anterior, y Marco Beltrán, campeón de peso gallo, para el evento estelar; el título de Lopes fue el que se puso en linea.
La pelea coestelar contó con una pelea de peso wélter entre Sergio Cossio y Allan Zuñiga.

## Resultados
1. ↑  Por el Campeonato de Peso Ligero de LUX